# Varel Rozan
Varel Joviale Rozan (ur. 9 września 1992 w Pointe-Noire) – kongijski piłkarz grający na pozycji prawego obrońcy. Od 2024 jest piłkarzem klubu Al-Wahda SC.

## Kariera klubowa
Swoją karierę piłkarską Rozan rozpoczął w klubie Étoile du Congo. W 2011 roku zadebiutował w jego barwach w pierwszej lidze kongijskiej. W 2012 roku odszedł do marokańskiego KAC Kénitra, w którym grał do 2017 roku. W sezonie 2017 był zawodnikiem AC Léopards, z którym został mistrzem Konga oraz zdobył Puchar Konga. W latach 2018-2019 występował w CSMD Diables Noirs, z którym sięgnął po krajowy puchar. W sezonie 2019/2020 ponownie grał w Étoile du Congo, a w sezonie 2021 został mistrzem Konga z AS Otohô. W latach 2021-2023 był piłkarzem AS Vita Club. W sezonie 2021/2022 został z nim wicemistrzem Demokratycznej Republiki Konga. Jesienią 2023 występował w irackim Naft Al-Wasat SC, a na początku 2024 przeszedł do omańskiego Al-Wahda SC.

## Kariera reprezentacyjna
W reprezentacji Konga Rozan zadebiutował 11 sierpnia 2017 w zremisowanym 0:0 Mistrzostw Narodów Afryki 2018 z Demokratyczną Republiką Konga, rozegranym w Brazzaville.